# Sucre (Falcón)
Pour les articles homonymes, voir Sucre (homonymie).
Sucre est l'une des 25 municipalités de l'État de Falcón au Venezuela. Son chef-lieu est La Cruz de Taratara. En 2011, la population s'élève à 5 781 habitants.

## Géographie

### Subdivisions
La municipalité est divisée en deux paroisses civiles avec chacune, à sa tête, une capitale (entre parenthèses) :
- Pecaya (Pecaya) ;
- Sucre (La Cruz de Taratara).